# 37-мм автоматическая установка 46-К
37-мм автоматическая зенитная установка 46-К — несерийная советская корабельная четырёхствольная башенная бронированная артиллерийская установка калибра 37 мм. Разрабатывалась для Военно-Морского Флота СССР в 1939—1941 годах. Предназначалась для вооружения тяжёлых крейсеров проекта 69 и линейных кораблей проекта 23.

## История проектирования
Разработка 37-мм автомата 46-К велась на заводе им. Калинина в 1939—1941 годах.
Полигонные испытания установка прошла, но с началом Великой Отечественной войны проектные работы над ней были прекращены и в серийное производство она так и не поступила.